# Avianus
Ne doit pas être confondu avec Avienus.
Avianus (Flavius Avianus de son nom complet) est un poète romain tardif ayant probablement vécu à la fin du IVe et au début du Ve siècle après J.-C.
Il serait l'auteur de 42 fables en vers élégiaques, imitées d'Ésope. Ces fables étant dédiées à « Theodosius », on a pensé qu'il s'agissait de Flavius Ambrosius Macrobius Theodosius (c'est-à-dire Macrobe). Les recherches récentes tendent à assimiler le fabuliste Avianus au personnage d'Avienus présent dans les Saturnales de Macrobe : la petite différence de nom aurait pour origine une erreur dans la transmission manuscrite des Fables d'Avianus, dont le vrai nom serait donc Avienus (leçon que proposent certains manuscrits des Fables). L'identification parfois proposée d'Avianus avec l'auteur inconnu de la pièce de théâtre Querolus n'a généralement pas été retenue.